# Šentlovrenc, Škocjan v Podjuni
Šentlovrenc (nemško St. Lorenzen) je naselje v Občini Škocjan v Podjuni v Okraju Velikovec na Koroškem v Avstriji.